# Kaiser (sobrenome)
Kaiser (pronúncia:kaɪzə) é um sobrenome de origem alemã e holandesa. O seu significado é "imperador". É um étimo proveniente do latim Caesar, que se tornou título político por causa de Júlio César.

## Ocorrência
Na Alemanha, cerca de 32.000 famílias ostentam esse nome. Na Áustria cerca de 3000 famílias.